# Anders Chydenius
Anders Chydenius (Sotkamo, 26 febbraio 1729 – Kokkola, 1º febbraio 1803) è stato un filosofo finlandese.

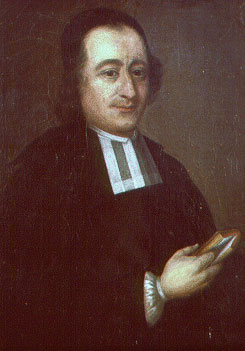
Anders Chydenius

Anders Chydenius è stato il leader del liberalismo classico nei paesi nordici. Nacque a Sotkamo, Ostrobotnia, allora in Svezia (oggi nel nord-est della Finlandia) dopo essere stato allievo di Pehr Kalm all'Accademia Reale di Åbo, divenne pastore protestante e fu filosofo illuminista e membro del Riksdag degli Stati.

## Biografia

### Infanzia
Anders Chydenius nacque nel 1729 a Sotkamo, Ostrobotnia (oggi parte della regione di Kainuu), dove suo padre Jacob era cappellano. Nel 1734 la famiglia si trasferì a Kuusamo, dove suo padre divenne rettore. Anders trascorse l'infanzia nella zona arida del nord Finlandia. Lui e suo fratello Samuel furono educati privatamente dal padre per poi iscriversi al liceo di Uleåborg. Dopo la Guerra russo-svedese (1741-1743), i ragazzi studiarono privatamente a Tornio e nel 1745 entrarono all'Accademia Reale di Åbo.  Essi inoltre studiarono presso l'Università di Uppsala in Svezia. Anders studiò matematica, scienze naturali, latino e filosofia. Nel 1746 il padre di Jacob e la famiglia si trasferirono a Gamlakarleby.

### Nedervetil
Nel 1753, dopo la laurea, Anders fu predicatore della Cappella dipendente dalla parrocchia di Nedervetil (parte, oggi di Kronoby) in Ostrobotnia. Nel 1755 si sposò con Beata Magdalena Mellberg, figlia di un mercante di Jakobstad. La coppia non ebbe figli.
Durante la sua permanenza a Nedervetil fu attivo in molti progetti, come la bonifica delle paludi, la sperimentazione di nuove razze di animali e piante, e l'adozione di nuovi metodi di coltivazione della patata e del tabacco. Il suo scopo era quello di educare i contadini con l'esempio. Chydenius praticava la medicina, e divenne noto vaccinando la gente comune contro il vaiolo. Eseguì anche operazioni chirurgiche per l'asportazione della cataratta.

### Il Riksdag degli Stati del 1746
Molti dei suoi primi scritti riguardarono questioni pratiche come la crescita eccessiva del muschio, o miglioramenti nella progettazione delle carrozze a cavalli. In seguito s'interessò a questioni sociali e divenne noto come scrittore e oratore. Nel 1746 fu eletto al Riksdag degli Stati  per ottenere i diritti di libero scambio per le città dell'Ostrobotnia.  Le città di Gamlakarleby, Vasa, Borgå e Uleåborg videro riconosciuti i diritti di navigazione che contribuirono al loro successivo sviluppo, nonché a quello di tutta la regione. A quel tempo, infatti, il catrame che avrebbe portato prosperità alla sua città e alla costa doveva essere venduto all'estero tramite Stoccolma, che ne traeva gran parte dei profitti. Grazie soprattutto agli sforzi di Chydenius il monopolio di Stoccolma fu rotto e dal 1765, le città ebbero la libertà di vendere e spedire il catrame direttamente ai clienti stranieri.
Chydenius partecipò attivamente ai lavori della Dieta e pubblicò numerosi articoli critici che provocarono grande scalpore.  Uno dei risultati della sua attività nella Dieta fu un più rigoroso controllo parlamentare del bilancio dello Stato. Egli ritenne che uno dei suoi più grandi successi fu l'estensione della libertà di stampa. Le sue posizioni radicali portarono il suo partito politico a escludero dalla Dieta nel 1766.

### Kokkola
Nel 1770 fu nominato rettore di Gamlakarleby, dove si concentrò sull'attività pastorale. Organizzò un'orchestra che diede concerti nella sala di accoglienza della canonica. Suo padre aveva vissuto nella canonica di Kokkola dal 1746 al 1766, Anders vi visse dal 1770 al 1803.
Tra il 1778 e il 1779 Anders Chydenius partecipò nuovamente alla Dieta, in cui la posizione dei non schierati era cresciuta. Egli difese i diritti della classe dei proletari. Su suggerimento del re Gustavo III, introdusse un progetto di legge in base al quale agli stranieri furono concessi diritti limitati a praticare la propria religione. Partecipò di nuovo alla Dieta nel 1793 e fu attivo come scrittore con saggi sullo sviluppo dell'agricoltura, la combustione del salnitro, sulla cura del vaiolo e sull'organizzazione della Lapponia. Uno dei suoi compiti principali durante i suoi ultimi anni fu la supervisione alla costruzione dell'ampliamento della vecchia chiesa parrocchiale. Morì nel 1803.

## Pensiero

### Libero commercio
Nel 1765 Chydenius pubblicò un pamphlet intitolato Den Nationnale Winsten (tr.it. La ricchezza della nazione), nel quale propone le sue idee sul libero commercio e sull'industria, esplora il rapporto tra economia e società e stabilisce i principi del liberalismo, del capitalismo, e della democrazia moderna. In quest'opera Chydenius presentò delle teorie molto simili a quella della mano invisibile di Adam Smith, undici anni prima che Smith pubblicasse La ricchezza delle nazioni. Chydenius mise in pratica le sue idee proponendo al Riksdag degli Stati una drastica liberalizzazione del commercio delle città del Golfo di Botnia. Tuttavia, molte delle sue proposte non vennero realizzate come quella di rendere la Lapponia uno Stato minimo per rendere quella povera provincia più prospera economicamente.

### Libertà di stampa
Ispirato dall'imperatore cinese Tai Zong, Chydenius divenne un grande sostenitore della libertà di stampa. In una relazione pubblicata nel 1776, scrisse:
"È di tutta evidenza che la libertà di stampa e di scrittura è uno dei baluardi più forti di una libera organizzazione dello Stato, in quanto senza di essa, il potere politico non potrebbe disporre di informazioni sufficienti per l'elaborazione di buone leggi, e chi amministra la giustizia non sarebbe controllato, né i cittadini conoscerebbero i requisiti di legge, i limiti dei diritti del governo e le loro stesse responsabilità. L'educazione e la buona condotta sarebbero distrutte; nei pensieri, nei discorsi e nelle maniere prevarrebbe la grossolanità e la penombra oscurebbe l'intero cielo della nostra libertà in pochi anni."

### Parità di diritti
Chydenius fu molto esplicito in merito ai diritti universali e all'abolizione del privilegio. Volle dare ai poveri la stessa libertà degli altri cittadini e sostenne i diritti delle fasce più povere della popolazione, cosa al tempo piuttosto rara tra i politici. Promosse la democrazia e difese la libertà di culto, la libertà di parola, la libertà di commercio e dell'industria e i diritti dei lavoratori. Chiese che venisse supervisionato il modo in cui lo Stato spendeva i suoi capitali. Nel linguaggio moderno diremmo che sostenne la trasparenza e il buon governo.
In un saggio del 1778, Riflessioni sui diritti naturali dei servi e dei contadini, scrisse:
La natura li ha formati esattamente come noi. La loro postura nella culla è la stessa della nostra, le loro anime hanno la stessa ragione di quelle del resto della popolazione, per cui è normale accorgersi che il Signore della creazione destinò che essi avessero gli stessi diritti degli altri."

## Eredità
Chydenius può essere considerato come colui che ha influenzato maggiormente i pensatori Nordici, nonché la vita politica, promuovendo la globalizzazione. Egli è stato definito il padre del liberalismo svedese. Sia Svezia che Finlandia lo includono tra i loro personaggi storici ed è considerato variabilmente di nazionalità svedese o finlandese.
Anders Chydenius è ricordato come un precursore, avendo espresso idee radicali per il suo tempo, ma che oggi sono la spina dorsale dell'ideologia nordica. Egli può essere ritenuto anche un pensatore illuminista, un sostenitore della scienza, delle arti, della ragione e della libertà. Fu anche uno scienziato e un esperto chirurgo dell'occhio, il realizzatore di numerose invenzioni, il pioniere delle vaccinazioni in Finlandia e il creatore di un'orchestra.
Chydenius è stato effigiato nell'ultima serie della banconota di maggior valore (1 000 marchi) del Marco finlandese.
Anders Chydenius è stato selezionato come il tema principale di una recente moneta commemorativa finlandese, i 10 € commemorativi di Anders Chydenius, coniata nel 2003. Il dritto presenta un libro aperto, riferendosi alle numerose pubblicazioni di Chydenius e alla Bibbia. Sul retro si possono osservare un villaggio tradizionale con una chiesa e altri edifici.
Nel libro Historiens 100 viktigaste svenskar (I 100 più importanti svedesi della Storia), scritto da Niklas Ekdal e Petter Karlsson, Chydenius è classificato come il diciassettesimo svedese più importante della Storia. In Finlandia, Chydenius si è classificato 40º nella lista dei "Più grandi finlandesi di tutti i tempi" in un sondaggio organizzato dalla televisione di Stato.

## Opere
- Americanska näfwerbåtar. Åbo 1753.
- Svar På samma Fråga (Om bästa sättet at upodla Mosslupna Ängar). Stoccolma 1762. (Come coltivare il muschio)
- Svar på samma Fråga (Angående Kärrors Förbättring). Stoccolma 1764. (Il miglioramento dei carri)
- Wederläggning Af de Skäl, Hwarmed man söker bestrida Öster- och Wästerbottniska Samt Wäster-Norrländske Städerne Fri Seglation. Stoccolma 1765. (Controdeduzioni a quelli che cercavano di opporsi alla libertà di navigazione tra i comuni di Ostrobothnia, Västerbotten e Norland)
- Swar På den af Kgl. Wetenskaps Academien förestälta Frågan: Hwad kan wara orsaken, at sådan myckenhet Swenskt folk årligen flytter utur Landet?. Stoccolma 1765 (Per quale ragione tanti svedesi emigrano ogni anno?)
- Källan Til Rikets Wan-Magt. Stoccolma 1765 (L'origine della debolezza del Regno)
- Den Nationnale Winsten. Wördsamast öfwerlemnad Til Riksens Höglofliga Ständer, Af En Deras Ledamot. Stoccolma 1765 (Il profitto nazionale)
- Der Nationnale Winsten, 1765 (tr. it. La ricchezza della nazione, Liberilibri, Macerata, 2009)
- Omständeligt Swar, På den genom Trycket utkomne Wederläggning af Skriften, Kallad: Källan til Rikets Wanmagt, Jämte Anmärkningar Öfwer De wid samma Källa anstälda Wattu-Prof. Stoccolma 1765 (In replica alle critiche ricevute in merito all'origine della debolezza del Regno)
- Berättelse Om Chinesiska Skrif-Friheten, Öfversatt af Danskan. Stoccolma 1766 (Rapporto sulla libertà di stampa in Cina)
- Rikets Hjelp, Genom en Naturlig Finance-System. Stoccolma 1766 (Aiutare il Regno mediante un sistema monetario naturale)
- Tal Hållet Vid Vår Allernådigste Konungs, Konung Gustaf III:s Höga Kröning, Den 29 Maji 1772.

Stoccolma 1772 (Discorso in occasione dell'incoronazione del re Gustavo III)
- Svar På Vetenskaps och Vitterhets Samhällets I Götheborg Förestälta Fråga: Huruvida Landthandel för ett Rike i gemen är nyttig eller skadelig, och hvad mon den bidrager til industriens uplifvande eller aftagande? Stoccolma 1772 (Il commercio rurale è vantaggioso o svantaggioso per il Regno e in che modo influisce sul declino dei mezzi di sussistenza?)
- Tankar Om Husbönders och Tienstehions Naturliga Rätt. Stoccolma 1777 (Riflessioni sui diritti naturali dei servi e dei contadini)
- Memorial, Angående Religions-Frihet. Stoccolma 1779 (Memorandum sulla libertà religiosa)
- Predikningar öfver Tio Guds Bud. Uppsala 1781-82 (Sermoni sui Dieci Comandamenti)
- Predikningar öfver Andra Hufvudstycket i Catechesen. Homiletiska försök. Vol. VI. St. 2. Stoccolma 1784 (Sermoni sulla seconda parte del Catechismo)
- Om Saltpetter-Sjuderierna, särledes i Österbotten. Skrifter af Sällskapet för Allmänne Medborgerlige kunskaper II. Stoccolma 1795 (Preparazione del salnitro)
- Tankar om Koppympningen För Finlands Allmoge. K. Finska Hushållnings-Sällskapets Handlingar 1. Åbo 1803. (Riflessioni sulla vaccinazione contro il vaiolo dei finlandesi)